# ناحیه آنساین، میشیگان
ناحیه آنساین (به انگلیسی: Ensign Township) یک منطقهٔ مسکونی در ایالات متحده آمریکا است که در شهرستان دلتا، میشیگان واقع شده‌است.
 ناحیه آنساین ۱۷۰٫۴ کیلومتر مربع مساحت و ۷۴۸ نفر جمعیت دارد و ۲۱۸ متر بالاتر از سطح دریا واقع شده‌است.